# Olegas Niakšu
Olegas Niakšu (* 1978) ist ein litauischer IT-Berater, Wirtschaftsinformatiker und Politiker, Vizeminister der Gesundheit.

## Leben
Nach dem Abitur 1997 am Gymnasium absolvierte er von 1997 bis 2001 das  Bachelorstudium der Informatik, von 2001 bis 2003 das Masterstudium der Informationssysteme in Wirtschaftsinformatik an der Technischen Universität Vilnius und von 2010 bis 2015 promovierte  in Informationstechnik an der Universität Vilnius in der  litauischen Hauptstadt Vilnius. 
Von 1998 bis 2001 war er Programmierer bei Unternehmen IMPAR Reklama, ALS  und von 2001 bis 2002 IT-Administrator bei Siemens in Vilnius.
Von 2002 bis 2003 arbeitete er als Programmierer bei Interlogics Lietuva (Tochtergesellschaft von Interlogics Inc. in Japan) und von 2003 bis 2009 Berater, SAP-Berater, Projektleiter (Electronic Government) bei Siemens in Vilnius. Ab 2007 war er  externer Berater für die Weltbank, Vereinte Nationen, KfW und andere internationale Organisationen als Experte für E-Health, E-Government und E-Learning, von 2010 bis 2011  Projektleiter bei Columbus IT (Vilnius).
Ab 2011 war er Leiter, Projektleiter und Senior Consultant des Bereichs eHealth und IT bei AME International GmbH in Wien (Österreich).
Von 2022 bis Oktober 2023 arbeitete er als Lösungsarchitekt, strategischer Berater, Analyst im Staatsunternehmen Registrų centras. Ab Oktober 2023 war er Berater des Gesundheitsministers und seit 2024 ist er Stellvertreter von Arūnas Dulkys am Gesundheitsministerium Litauens, stellvertretender Gesundheitsminister im Kabinett Šimonytė, geleitet von Premierministerin Ingrida Šimonytė.
Er hat internationale Zertifizierungen wie Senior Project Manager, HL7-Standards. 
Er ist Autor und Mitautor von 10 wissenschaftlichen Veröffentlichungen in nationalen und internationalen Magazinen,
Mitverfasser von nationalen e-Health-Strategiedokumenten und Umsetzungsplänen.